# 覃村石拱桥
覃村石拱桥，位于中国广西壮族自治区柳城县古砦仫佬乡覃村屯，为一个省级文物保护单位，类型为古建筑，为第六批广西壮族自治区文物保护单位，公布时间为2009年5月4日。
覃村石拱桥的历史年代为明。